# Lösecke-Haus
Das Lösecke-Haus war ein denkmalgeschütztes Haus in Lüneburg. Es fiel 2013 einer Brandstiftung zum Opfer. Danach wurde es weitgehend originalgetreu wieder aufgebaut.

## Lage
Das Lösecke-Haus mit der Anschrift Am Stintmarkt 2 befindet sich am Stintmarkt in der Lüneburger Altstadt, direkt am Ufer des Flusses Ilmenau.

## Geschichte

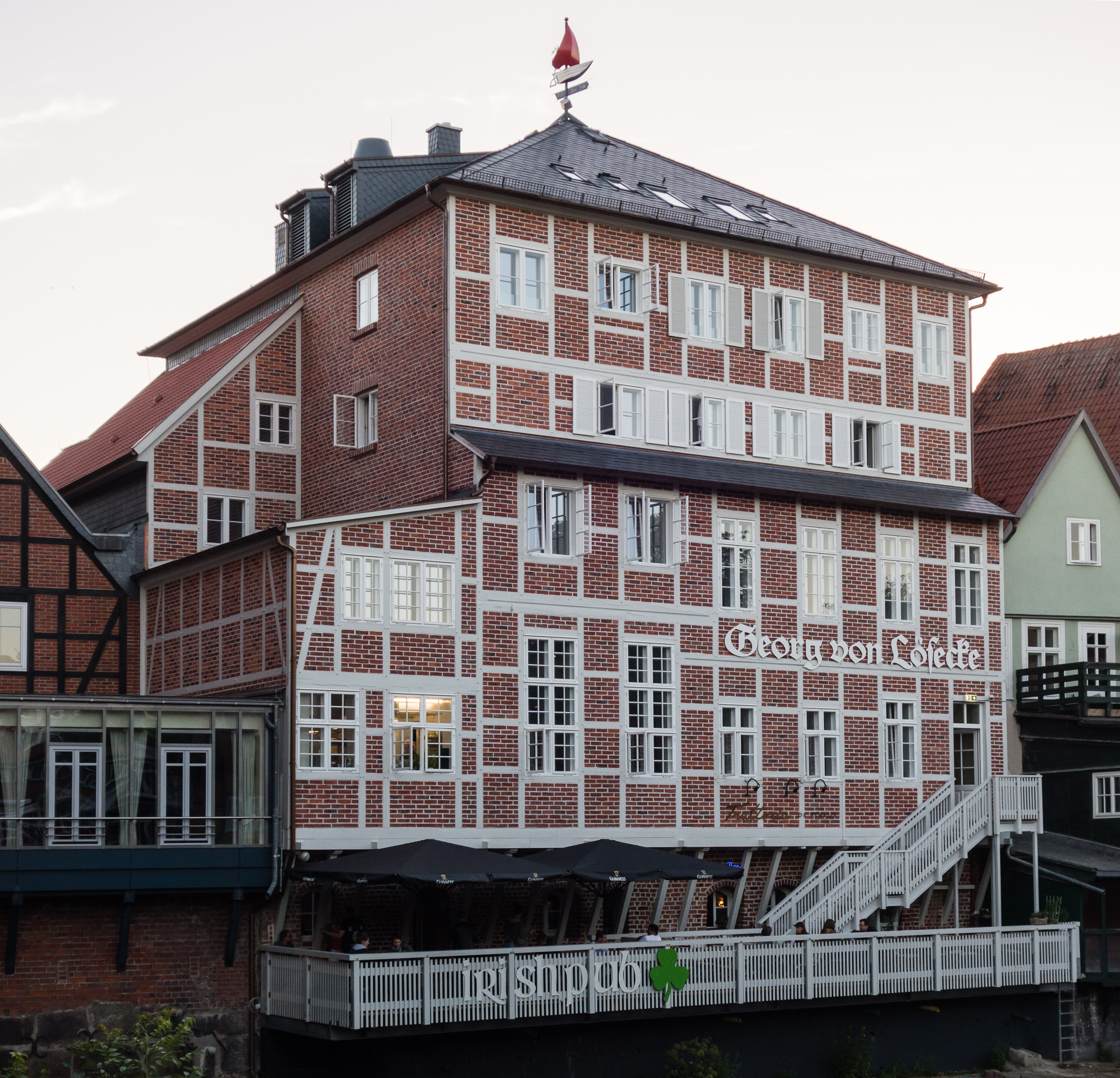
Das Löseckehaus nach dem Wiederaufbau (2017)

Das Lösecke-Haus wurde am Anfang des 16. Jahrhunderts als mehrstöckiger Fachwerkbau am Lüneburger Stintmarkt errichtet. 1857 brannte das Gebäude zum ersten Mal nieder und wurde daraufhin leicht verändert wieder aufgebaut. Seinen heutigen Namen, der auch bis zum zweiten Brand an der Fassade zur Flussseite hin prangte, verdankt das Gebäude dem Unternehmer Georg von Lösecke. Im Jahr 1888 gründete Lösecke Am Stintmarkt 3 seine Weinhandlung, die auch eigene Liköre anbot, welche zu der Zeit in ganz Norddeutschland bekannt waren. Er veranstaltete sonntags Weinproben auf seiner Veranda, was bald zum Stammtreff der Lüneburger Geschäftswelt wurde. 1991 kaufte die Heinz Eggert GmbH viele alte Rezepte und die Namensrechte an Georg von Lösecke, womit auch heute noch der traditionsreiche Name am Leben gehalten wird.
In der Nacht zum 2. Dezember 2013 brannte das Lösecke-Haus infolge von Brandstiftung erneut vollständig aus. Alle Bewohner des Hauses konnten sich retten. 300 Einsatzkräfte bekämpften das Feuer und konnten ein Übergreifen der Flammen auf Nebengebäude nur mühsam verhindern. Der Brandstifter konnte bisher nicht ermittelt werden, trotz Öffentlichkeitsfahndung in der Fernsehsendung Aktenzeichen XY und Bildung einer Sonderkommission. Das auch durch die ARD-Serie Rote Rosen bekannte Panorama des Stintmarktes verlor mit dem Lösecke-Haus ein für das Gesamtbild wichtiges Gebäude. 
Der Eigentümer entschied zeitnah, das Gebäude äußerlich nach historischem Vorbild rekonstruieren zu lassen. Im Mai 2016 konnte für das neue Gebäude Richtfest gefeiert werden. Im März 2017 zogen die ersten Mieter in das für 5,8 Millionen Euro rekonstruierte Gebäude ein.